# Horace Smith-Dorrien

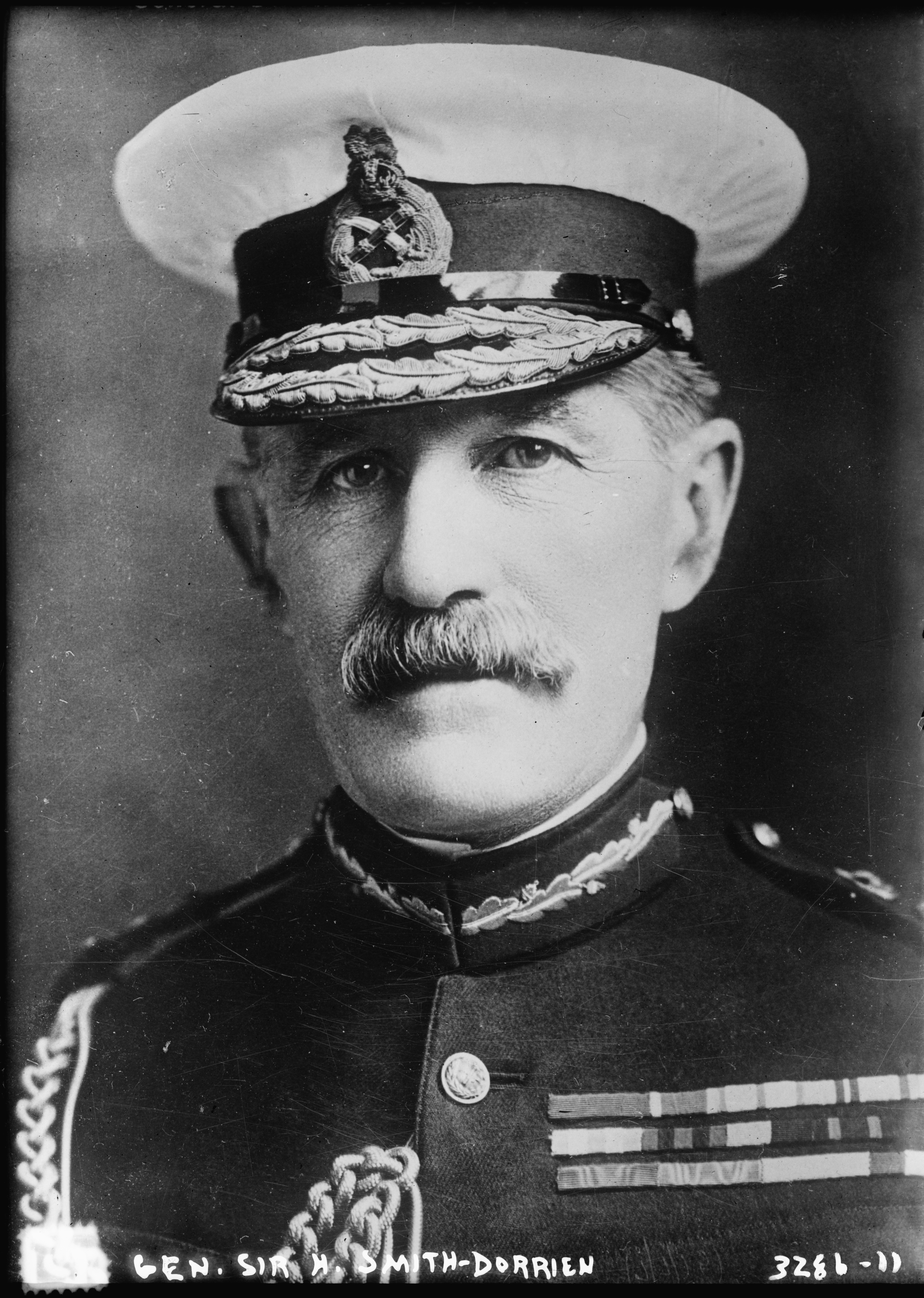
Sir Horace Smith-Dorrien

Sir Horace Lockwood Smith-Dorrien GCB, GCMG, DSO, ADC (* 26. Mai 1858 bei Berkhamsted, Hertfordshire; † 12. August 1930 in Chippenham, Wiltshire) war ein britischer General und Armeebefehlshaber im Ersten Weltkrieg sowie Gouverneur von Gibraltar.

## Leben
Smith-Dorrien wurde als zwölftes von 16 Kindern eines pensionierten britischen Colonels Robert Algernon Smith-Dorrien geboren. Nach einer Ausbildung in Harrow und Sandhurst trat er 1876 als Sub-Lieutenant in das 95th (Derbyshire) Regiment of Foot der British Army ein.
1878 zum Lieutenant befördert, wurde er 1879 als Nachschuboffizier nach Südafrika versetzt, wo er am dort ausgebrochenen Zulukrieg teilnahm. Er war einer von fünf überlebenden Offizieren der Schlacht bei Isandhlwana und wurde danach für ein Victoria-Kreuz vorgeschlagen, bekam es aber schließlich nicht verliehen. Für seine Teilnahme an der Schlacht bei Ulundi wurde er mentioned in despatches. Sein Regiment wurde 1881 mit dem 45th (Nottinghamshire) (Sherwood Foresters) Regiment of Foot zu den Sherwood Foresters (Derbyshire Regiment) zusammengeschlossen. Von 1882 bis 1887 diente er in Ägypten, wo er an der Kampagne gegen Ahmed Urabi Pascha teilnahm und 1883 zum Captain befördert wurde. Er nahm am 30. Dezember 1885 an der Schlacht von Ginnis teil und erhielt für seine dortigen Leistungen den Distinguished Service Order. Für seinen Einsatz in Ägypten wurde er 1887 auch mit dem osmanischen Osmanié-Orden vierter Klasse ausgezeichnet.
1887 absolvierte er einen Lehrgang am Staff College Camberley. In der Folgezeit war er hauptsächlich in Indien stationiert, wo er 1892 zum Major befördert wurde und im selben Jahr als Adjutant zum Generalstab versetzt wurde und wo er am Tirah-Feldzug von 1897 bis 1898 teilnahm. 1898 kehrte er nach Ägypten und Sudan zurück und nahm während des Mahdi-Aufstands an der entscheidenden Schlacht von Omdurman teil. Kurze Zeit später kommandierte er eine britische Einheit während der Faschoda-Krise. In dieser Zeit wurde er im Mai 1898 in den Brevet-Rang eines Lieutenant-Colonel und im November 1898 in den Brevet-Rang eines Colonel befördert. Im Januar 1899 wurde er zum Lieutenant-Colonel befördert und erhielt den Befehl über ein Bataillon der Sherwood Foresters.
Im Oktober 1899 wurde er mit seiner Einheit nach Südafrika verlegt, wo er an dem soeben ausgebrochenen Zweiten Burenkrieg teilnahm. Im Februar 1900 erhielt er den lokalen Rang eines Major-General und den Befehl über die 19. Brigade, mit der er unter anderem bei Paardeberg, Sanna’s Post und Leliefontein kämpfte. Nach dem Ende des Krieges wurde er von Lord Roberts zum Generaladjutanten der British Indian Army ernannt. Im April 1903 gab er diese Position auf und wurde Kommandeur der 4. (Quetta-)Division. 1904 wurde er als Commander des Order of the Bath ausgezeichnet. 1905 wurde er zum Colonel der Sherwood Foresters ernannt, 1906 zum Lieutenant-General befördert und 1907 als Knight Commander des Order of the Bath geadelt.
1907 wurde er als Nachfolger John Frenchs zum Kommandeur des Aldershot Command ernannt. 1912 erhielt er dieselbe Position im Southern Command und wurde zum General befördert. 1913 wurde er zum Knight Grand Cross des Order of the Bath erhoben.
Nach Ausbruch des Ersten Weltkriegs erhielt er durch die Protektion seines früheren Vorgesetzten und jetzigen Kriegsministers Lord Kitchener den Befehl über das II. Korps der British Expeditionary Force, nachdem sein Vorgänger James Grierson am 17. August 1914 verstorben war. Er kam gerade rechtzeitig in Frankreich an, um das Korps in der Schlacht bei Mons zu befehligen. In der Schlacht von Le Cateau ignorierte er den Befehl seines Vorgesetzten John French, sich vor den deutschen Truppen zurückzuziehen. Weitere Einsätze folgten in der Schlacht an der Marne und der Schlacht an der Aisne. Während des Wettlaufs zum Meer kämpfte er bei La Bassée sowie in der nachfolgenden Ersten Flandernschlacht. Im Dezember 1914 wurde aus seinem Korps die britische 2. Armee aufgestellt. Während der Zweiten Flandernschlacht im April 1915, in der die deutschen erstmals Giftgas einsetzten, schlug er einen Rückzug seiner Truppen auf Ypern vor. Die darauf folgende Auseinandersetzung mit dem Oberbefehlshaber der BEF John French führte zu seiner Ablösung als Armeekommandeur am 6. Mai. Smith-Dorrien kehrte nach England zurück, sein Nachfolger wurde Herbert Plumer. Im Mai 1915 wurde er als Großoffizier der französischen Ehrenlegion und im Juni 1915 als Knight Grand Cross des Order of St Michael and St George ausgezeichnet.
1916 erhielt er das Kommando über die britischen Truppen im Ostafrika-Feldzug gegen Paul von Lettow-Vorbeck, konnte den Posten aber wegen einer Lungenentzündung nicht antreten. An seiner Stelle erhielt sein früherer Kriegsgegner Jan Christiaan Smuts das Kommando. Von Anfang 1917 bis September 1918 amtierte er als Lieutenant des Tower of London.
Von 1918 bis 1923 war Smith-Dorrien Gouverneur von Gibraltar. Im Sommer 1918 versuchte er, mehrere Veteranenverbände zum Zusammenschluss zu bewegen, dies gelang erst 1921 mit der Gründung der British Legion. Im September 1923 trat er aus der Armee aus und lebte danach in Portugal und England. Er engagierte sich in Veteranenangelegenheiten und veröffentlichte 1925 seine Memoiren. In dem Film The Battle of Mons von 1926 spielte er sich selbst. 1930 weihte er das Kriegsdenkmal in Pozières ein. Wenige Tage später kam er im Alter von 72 Jahren bei einem Autounfall ums Leben.
1902 hatte er Olive Crofton Schneider (1881–1951) geheiratet, die 1918 für ihre Wohltätigkeitsarbeit während des Ersten Weltkriegs als Dame Commander des Order of the British Empire ausgezeichnet wurde, und hatte mit ihr drei Söhne.